# Rakouská národní banka

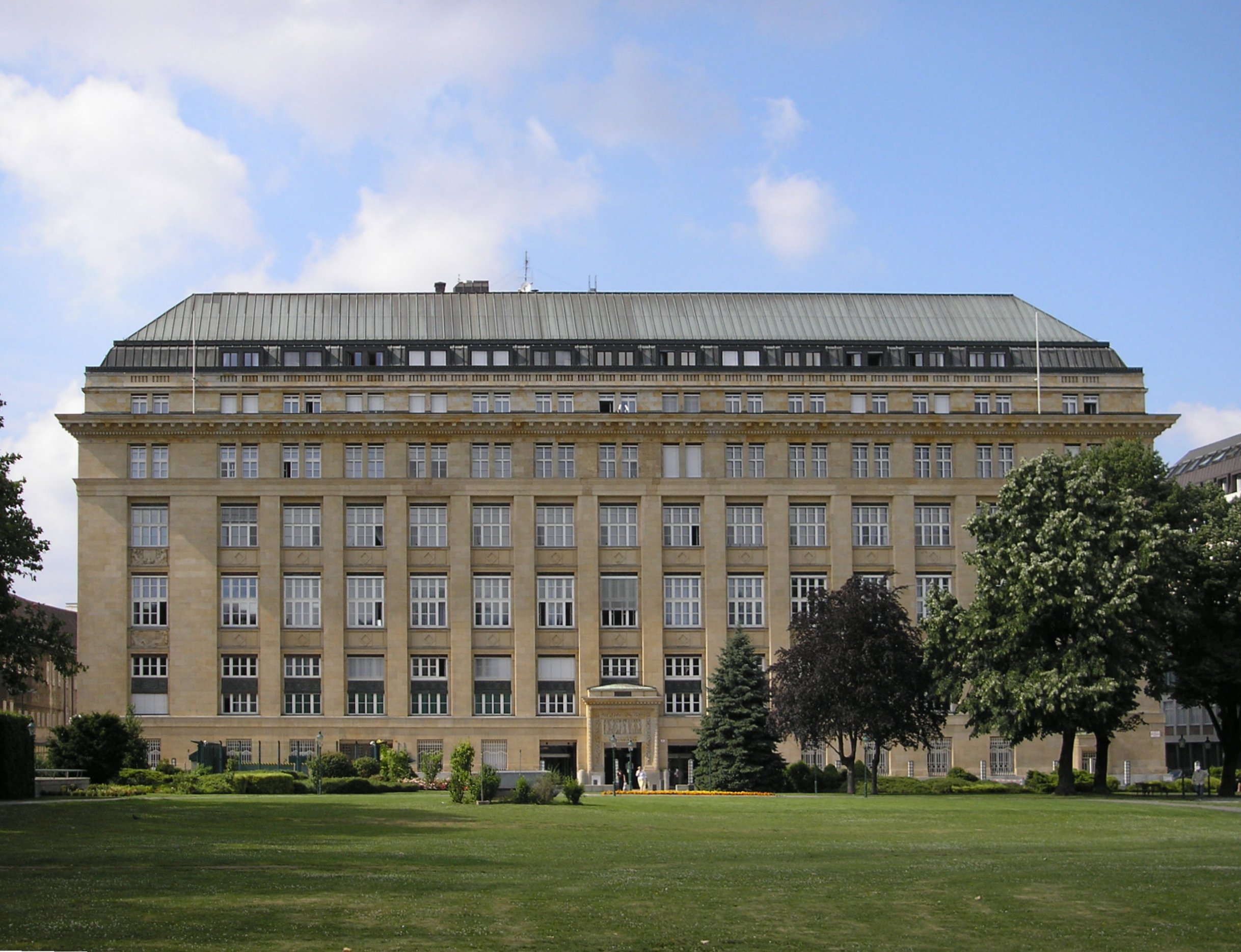
Rakouská národní banka

Rakouská národní banka (německy Oesterreichische Nationalbank) je centrální bankou Rakouské republiky a je integrována v Evropském systému centrálních bank (ESCB) a součástí bank eurozóny.

## Status
Provádí měnové operace v Rakousku, bývala emisním ústavem v Rakousku až do přijetí eura 1. ledna 2002. Bankovky a mince nyní již pouze vyměňuje za eura. Je jakousi pobočkou Evropské centrální banky se sídlem ve Frankfurtu nad Mohanem. Banka má sídlo ve Vídni.

## Historie
Banka byla založena 1. června 1816 ve Vídni jako emisní ústav Rakouského císařství. Vydávala celou řadu měn – zlaté, koruny, šilinky v letech 1924–1938 a 1945–1999. V roce 1999 byl schválen projekt euro (€) a země byla od roku 1999 vázána právě na tento projekt. V současné době již banka nemá moc velké pravomoci v souvislosti se vstupem do eurozóny.

## Prezidenti/Guvernéři
| Jméno                | Období                                                          |
| -------------------- | --------------------------------------------------------------- |
| Richard Reisch       | 1922–1932                                                       |
| Viktor Kienböck      | 1932–1938                                                       |
| Eugen Kaniak         | 1945                                                            |
| Hans Rizzi           | 1945-52                                                         |
| Eugen Margarétha     | 1952–1960                                                       |
| Reinhard Kamitz      | 1960–1967                                                       |
| Wolfgang Schmitz     | 1968–1973                                                       |
| Hans Kloss           | 1973–1978                                                       |
| Stephan Koren        | 1978–1988                                                       |
| Hellmuth Klauhs      | 1988–1990                                                       |
| Maria Schaumayer     | 1990–1995                                                       |
| Klaus Liebscher      | 1995–1998 prezident, 1998 do září 2008 guvernér                 |
| Adolf Wala           | 1988–1998 generální ředitel, 1998–2003 prezident generální rady |
| Herbert Schimetschek | 2003–2008 prezident generální rady                              |
| Claus Raidl          | od 1. září 2008 prezident generální rady                        |
| Ewald Nowotny        | od 1. září 2008 guvernér                                        |